# Hibrildes crawshayi
Hibrildes crawshayi är en fjärilsart som beskrevs av Butler 1896. Hibrildes crawshayi ingår i släktet Hibrildes och familjen Eupterotidae. Inga underarter finns listade i Catalogue of Life.